# Sambinha
Mamadu Samba Candé, surnommé Sambinha, né le 23 septembre 1992 à Cascais au Portugal, est un footballeur international bissaoguinéen. Il évolue au poste de défenseur central avec l'Olympiakos Nicosie

## Carrière
Sambinha est prêté en janvier 2016 au club des New England Revolution, pour une année.
Il joue pour la première fois avec l'équipe de Guinée-Bissau le 13 juin 2015, contre la Zambie.